# Louis-Marie Prudhomme
 (décembre 2022).
Si vous disposez d'ouvrages ou d'articles de référence ou si vous connaissez des sites web de qualité traitant du thème abordé ici, merci de compléter l'article en donnant les références utiles à sa vérifiabilité et en les liant à la section « Notes et références ».
Pour les articles homonymes, voir Prudhomme et Prud'hommes.

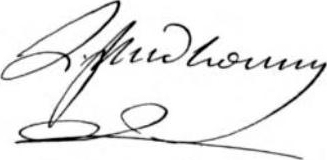
Signature de Prudhomme.

Louis-Marie Prudhomme, né à Lyon le 11 février 1753 et mort à Paris le 20 avril 1830, est un journaliste français.

## Biographie
Louis-Marie Prudhomme est le fils de Jean Prudhomme (1717-1766), relieur de livres, et de Marguerite Berton, fille de Jérôme Berton, lui aussi relieur. La famille Prudhomme est originaire de Nancy en Lorraine.
En 1779, il épouse à Chauconin Marie Adélaïde Meunier, d'où quatre enfants : Hippolyte (1793-1853), graveur, Victor-Louis, imprimeur, Adèle, imprimeur, et Alphonse, qui émigra en Inde française en 1819 et y fit souche.
Commis libraire à Lyon, puis à Paris, Prudhomme s’installe à Meaux, comme relieur. Rentré à Paris, il est plusieurs fois arrêté pour ses écrits : entre 1787 et 1789, il aurait écrit 1 500 pamphlets. Parmi eux, on note un Résumé général, ou Extrait des cahiers de pouvoirs, instructions, demandes ou doléances remis par divers bailliages, sénéchaussées et pays d’État du royaume, écrit en collaboration avec Laurent de Mezières et Jean Rousseau et publié en trois volumes en 1789, si violent qu’il est saisi par la police.
Dès le 12 juillet 1789, et ce jusqu’au 28 février 1794, il publie un journal, les Révolutions de Paris, dont le principal rédacteur est Élisée Loustallot, avec Sylvain Maréchal, Pierre-Gaspard Chaumette et Fabre d'Églantine, et qui connaît un grand succès. Les Révolutions de Paris se caractérise par une virulence extrême et systématique à l'encontre de la Monarchie et de la famille royale, et ce à une période où cette institution était encore une des clés de voûte du système politique. Plus tard, en 1814, Louis-Marie Prudhomme publie cependant une Histoire de la vie privée et politique du vertueux Louis XVI,. Il garde la direction du journal jusqu'en mars 1794, moment où le paroxysme de la crise des factions l'oblige à une certaine prudence. 
En 1797, il publie l’Histoire générale et impartiale des erreurs, des fautes et des crimes commis pendant la Révolution française (6 volumes), ouvrage saisi par la police du Directoire. Puis, en juin-octobre 1799, il édite un quotidien, le Voyageur (105 numéros entre le 1er messidor an VII et le 11 vendémiaire an VIII).
En 1799, Prudhomme devient directeur des hôpitaux de Paris, fonction à laquelle il joint les métiers d’imprimeur-libraire et d’écrivain-compilateur.
Hostile à l’Empire, il accueille favorablement la Restauration et publie en 1825 L’Europe tourmentée par la Révolution de France, ébranlée par dix-huit années de promenades meurtrières de Napoléon Bonaparte, en deux volumes.

## Publications
- Réception des princes fugitifs à Mons, à Bruxelles, etc. avec des détails nouveaux, ce 3 août 1789., Impr. P. de Lormel, 1789.
- Les crimes des reines de France, depuis le commencement de la monarchie jusqu'à Marie-Antoinette : Publiés par L. Prudhomme. Avec cinq gravures, Londres, 1792, 343 p. (lire en ligne)
- Histoire générale et impartiale des erreurs, des fautes et des crimes commis pendant la Révolution française.-Ornée de gravures et de tableaux. Dictionnaire, tome I à V, ornée de gravures et de tableaux, Chez Prudhomme, an V (1797 vieux style) — reprint à Nîmes, Lacour, 2013
  - Histoire générale et impartiale des erreurs, des fautes et des crimes commis pendant la révolution française ...: Dictionnaire des individus condamnés à mort, t. I, Paris, 1797 (lire en ligne)
  - Histoire générale et impartiale des erreurs, des fautes et des crimes commis pendant la Révolution française, t. II, 1797 (lire en ligne)
  - Histoire générale et impartiale des erreurs, des fautes et des crimes commis pendant la Révolution française ...: ornée de gravures et de tableaux ...., t. III, An V de la République, 1797, 348 p. (lire en ligne)
  - Histoire Générale Et Impartiale Des Erreurs, Des Fautes Et Des Crimes Commis Pendant La Révolution Française : Assemblée Législative, t. IV, Faubourg-Germain, 1797, 255 p. (lire en ligne)
  - Histoire générale et impartiale des erreurs, des fautes et des crimes commis pendant la Révolution Française, t. VI, 1797, 595 p. (lire en ligne)
- Voyage à la Guiane et a Cayenne : fait en 1789 et années suivantes; contenant une description géographique de ces contrées, l'histoire de leur découverte; les possessions et etablissemens des Français, des Hollandais, des Espagnols et des Portugais ... Suivi d'un vocabulaire français et galibi, Paris : Chez l'éditeur, rue des Marais, n°20, F. G. , an VI de la République [1797] — reprint à Pointe-à-Pitre, Manioc Diffusion, 2012. 
  - Voyage a la Guiane et a Cayenne, fait en 1789 et années suivantes...par L..... M.... B...., armateur..., Paris, rue des Marais, n° 20, 1797, 400 p. (lire en ligne)
- Dictionnaire géographique et méthodique de la République Française, en CXX [120] départements, y compris les colonies occidentales et orientales ; les Iles de l'Archipel, etc., destiné aux administrateurs, etc.. Dictionnaire alphabétique des productions et des objets de commerce. Atlas complet de cartes enluminées des 120 départements Par une société de géographes, 4e édition considérablement augmentée, Chez Prudhomme, éditeur, rue des marais, F. G. No 20. An VII (1798-1799).
- Dictionnaire universel, géographique, statistique, historique et politique de la France, contenant sa description, sa population, sa minéralogie, son hydrographie, son commerce, ses produits naturels et industriels etc., De l'imprimerie de Baudouin ; et se vend chez Laporte, An XIII (1804-05).
  - Dictionnaire universel, géographique, statistique, historique et politique de la France, t. I (A-CNO), De l'imprimerie de Baudouin ; et se vend chez Laporte, 1804, 3748 p. (lire en ligne)
- Miroir de l'ancien et du nouveau Paris : avec treize voyages en vélocifères dans ses environs..., 2e édition, Chez Prudhomme, 1806.
  - Miroir de l'ancien et du nouveau Paris, avec treize voyages en vélocifères, dans ses environs ..., t. II, Prudhomme, fils, 1804 (lire en ligne)
- Miroir historique, politique et critique de l'ancien et du nouveau Paris, et du département de la Seine : Suivi des noms des hommes célèbres nés à Paris; terminé par un voyage dans le département de Seine-et-Oise, 3. éd., considérablement augm.; ornée de cent seize gravures, [Prudhomme fils], 1807.
  - Miroir historique, politique et critique de l'ancien et du nouveau Paris, et du département de la Seine, t. III, 1807, 3e éd., 314 p. (lire en ligne)
  - Miroire historique, politique et critique de l'ancien en du nouveau Paris, et du département de la Seine, t. IV, 1807, 281 p. (lire en ligne)
- Histoire impartiale des révolutions de France, depuis la mort de Louis XV, contenant les causes et les motifs qui ont dirigé tous les partis et tous les chefs de factions...,... avec des anecdotes secrètes sur la Cour, le Clergé, la Noblesse, les Parlemens, et sur les hommes devenus célèbres..., par L. Prudhomme père, Chez Prudhomme fils, 1824. 
  - Histoire impartiale des révolutions de France depuis la mort de Louis XV, t. I, Paris, Librairie de Mademoiselle A. Prudhomme, 1824, 375 p. (lire en ligne)
  - Histoire impartiale des révolution de France: depuis la mort de Louis XV., t. V, Paris, Prudhomme, 1824, 360 p. (lire en ligne)
  - Histoire impartiale des révolutions de France depuis la mort de Louis XV, t. X, Librairie de Mademoiselle A. Prudhomme, 1824 (lire en ligne)
  - Histoire impartiale des révolutions de France, depuis la mort de Louis XV, t. XI, Désauges, 1826 (lire en ligne)
  - Histoire impartiale des révolutions de France, depuis la mort de Louis XV, t. XII, Prudhomme, 1825, 479 p. (lire en ligne)
- Biographie universelle et historique des femmes célèbres mortes ou vivantes : qui se sont fait remarquer dans toutes les nations, par leurs vertus, leur génie ... par une Société de Gens de Lettres, t. I et IV, Lebigre, 1830, 443 p. (lire en ligne)

Éditions modernes :
- Massacre en Vendée et départements voisins : récit d'un républicain de l'an V..., introduction par Florent Gaboriau, FAC, 1992.
- Dictionnaire des individus condamnés à mort pendant la Révolution, Nîmes, Lacour-Ollé, 2013.
- Histoire Générale Et Impartiale Des Erreurs, Des Fautes Et Des Crimes Commis Pendant La Révolution Française, a Dater Du 24 Août 1787 : Contenant Le Nombre Des Individus Qui Ont Péri Par La Révolution, De Ceux Qui Ont Émigré, Et Les Intrigues ..., Creative Media Partners, LLC, 26 juillet 2018, 526 p. (ISBN 978-0-270-45615-8, présentation en ligne)
- Histoire Générale Et Impartiale Des Erreurs, Des Fautes Et Des Crimes Commis Pendant La Révolution Française: Dictionnaire Des Individus Envoyés À La Mort Judiciairement, Volume 1..., LEGARE STREET Press, 27 octobre 2022, 600 p. (ISBN 978-1-01-867018-8, présentation en ligne)